# Jules Gonin
Jules Gonin (Lausanne, 1870. augusztus 10. – Lausanne, 1935. június 10.) svájci szemorvos.

## Életpályája
Orvosi diplomáját a lausanne-i egyetemen szerezte. Az ideghártya- vagy a retinaleválás kórtanát kutatta. Az  1904-ben Lausanne-ban megrendezett szemészeti kongresszuson elsőként tárta fel a retinaleválás és a könnyezés közötti összefüggést. Nagy eredményeket ért el a retinaleválás műtéti gyógyításának terén.  Halála előtt Fiziológiai és orvostudományi Nobel-díjra jelölték.

## Díjai, elismerései
- Benoist-díj
- Halála előtt orvosi Nobel-díjra jelölték, ám azt nem kapta meg.

## Emlékezete
- Emlékére 1972-ben magyar postabélyeget adtak ki.
- Róla nevezték el Lausanne-ban az Hôpital ophtalmique Jules-Gonin nevű szemklinikát.